# Костанайский сельский округ
Костанайский сельский округ (каз. Қостанай селолық округi) — муниципальное образование третьего порядка в Республике Казахстан, расположенное в Карабалыкском районе Костанайской области. В его состав входят сёла Веренка, Надеждинка, Ворошиловка, Гурьяновское, Сарыколь, Целинное, Ельшанское, Котлованное. Варенка является административным центром округа. Территория — 60 867 га. В том числе пастбища — 10 795 га. Численность населения — 2821 человек.